# میکاسا اسپورت

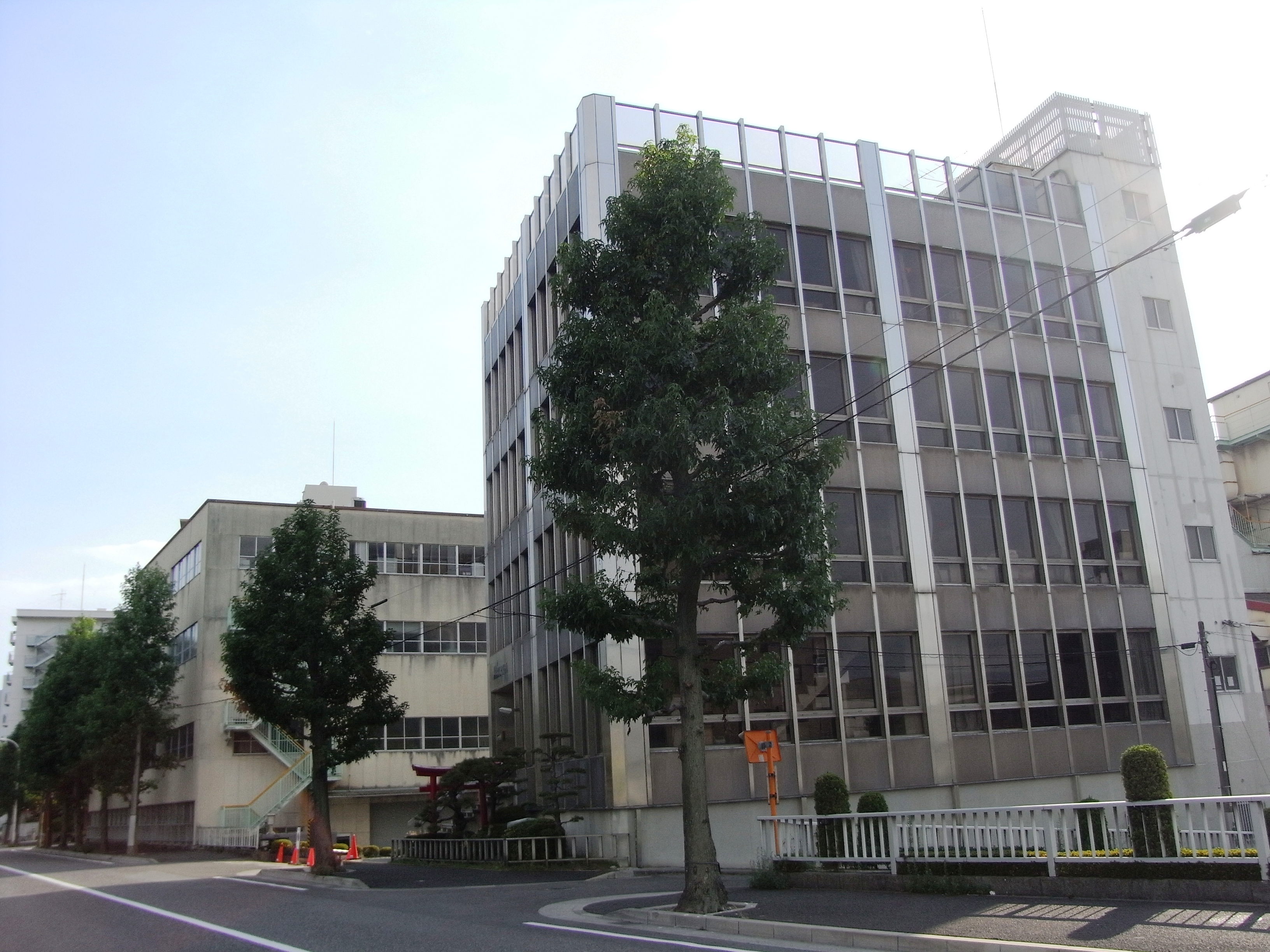
شرکت میکاسا

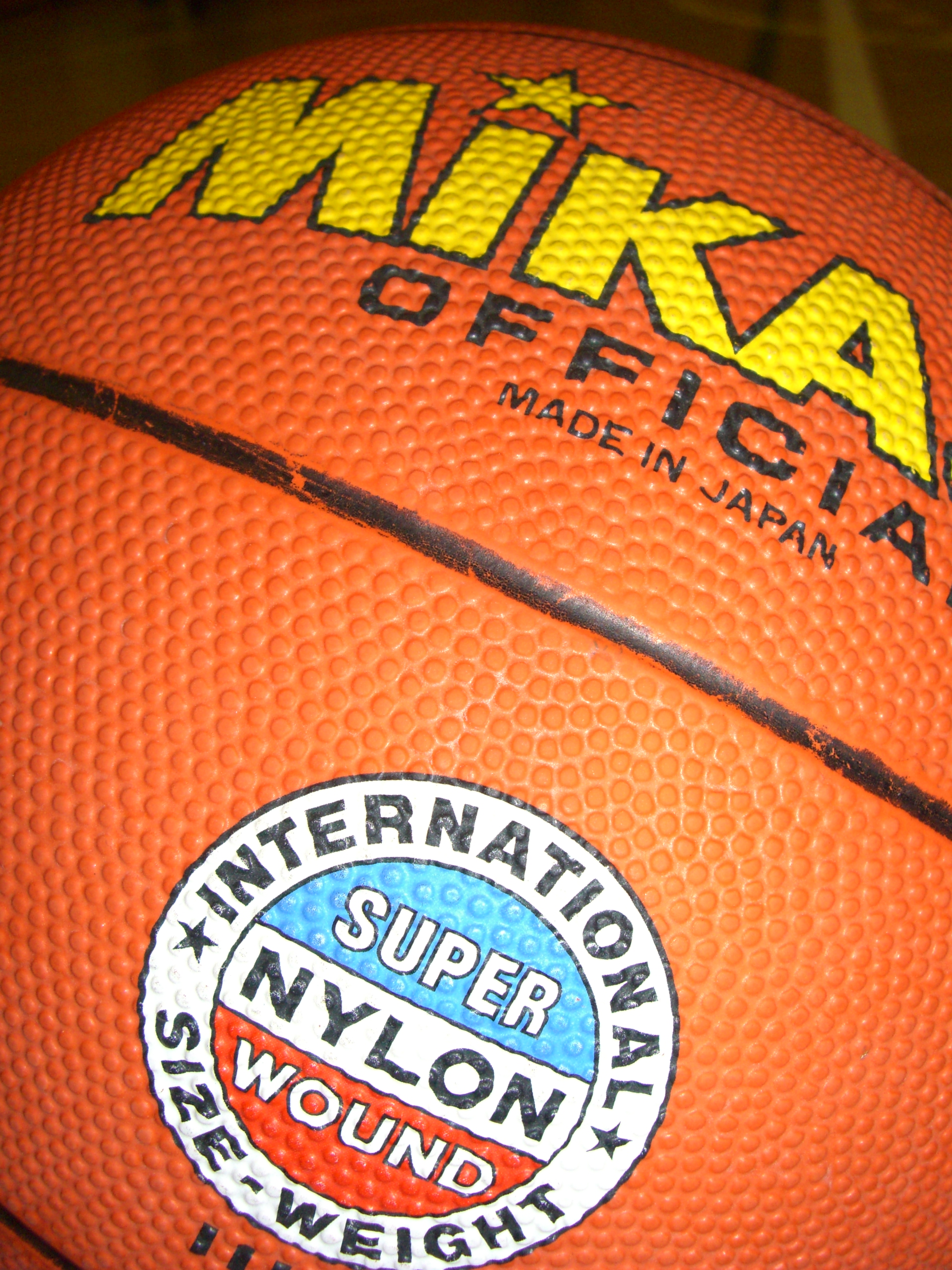
توپ بسکتبال میکاسا ۱۱۱۰ دارای پوشش رزین طبیعی اندازه ۷

میکاسا اسپورت یک شرکت ژاپنی سازندهٔ سازندهٔ تجهیزات ورزشی و کالاهای ورزشی است که دفتر مرکزی شرکت بین المللی آن در نیشی-کو، یوکوهاما، هیروشیما، چوگوکو واقع شده است. توپ‌های تولید شده توسط میکاسا برای بازی‌های با توپ تخصص دارد و برای فوتبال ، کرفبال، بسکتبال، والیبال، واترپلو و هندبال و همچنین اغلب برای مسابقات رسمی، بازی‌ها و مسابقات استفاده می‌شوند. این شرکت در سال 1296 هجری شمسی در هیروشیمای ژاپن تأسیس شده‌ است.

## نگارخانه

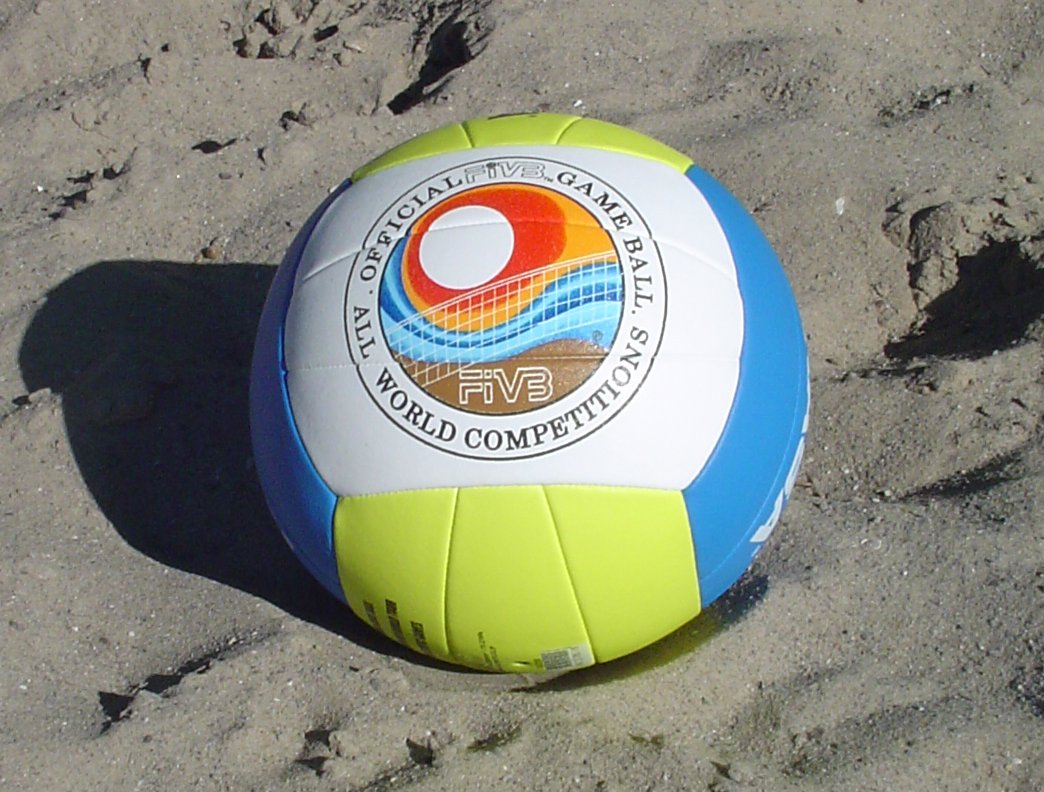
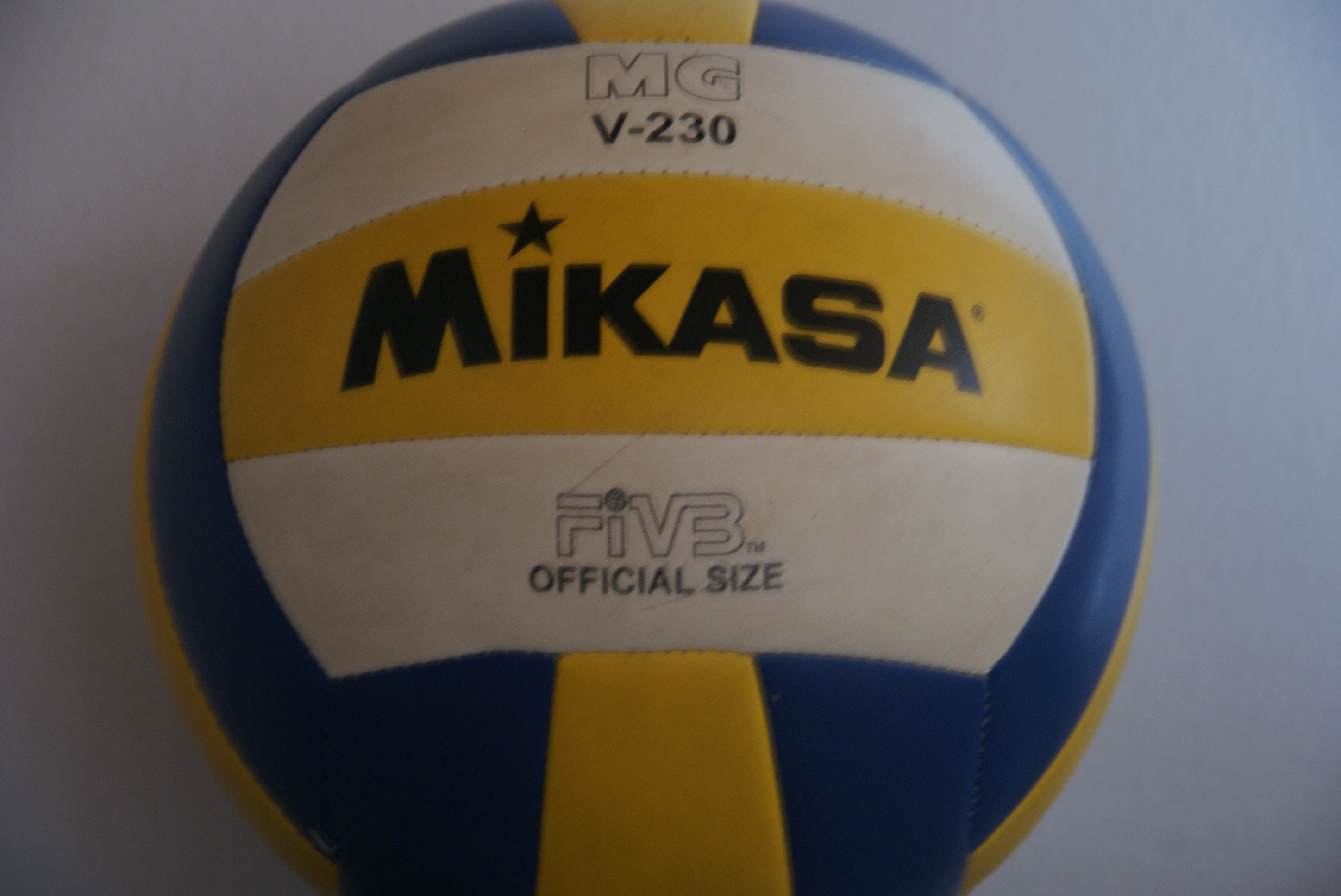
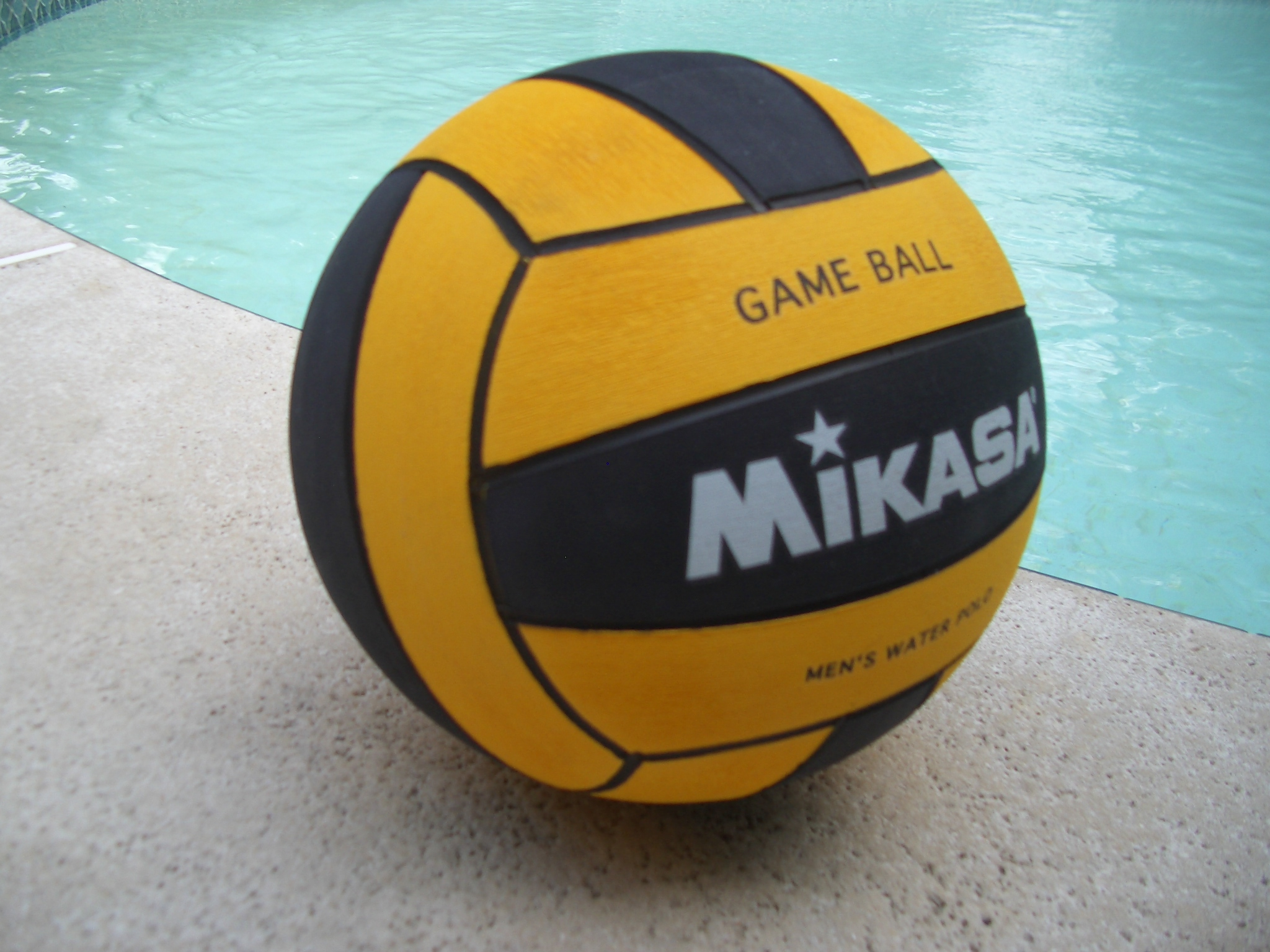